# 美国军官协会
美国军官协会（英語：Military Officers Association of America）是由美军军官组成的非营利组织。协会的主要宗旨是推动国防力量的增强、并支持政府提高军人及其家属的福利待遇等政策。成员全部由美军现役和退役军官（包括准尉）所组成。

## 简介
美国军官协会于1929年在洛杉矶成立，起初命名为退休军官协会(Retired Officers Association)，主要为来自全美各地的军人在生活中提供一个咨询和援助的平台。1944年，协会将总部迁移至华盛顿地区。同期，协会成员增至2600余人。2002年，退役军官协会正式更名为美国军官协会。现今，美国军官协会拥有超过380000会员，是美国最大的军官组织。在推动一个强大的国防力量的同时，为军人以及家属提供就业和教育上的辅助。